# Вірменський національний академічний театр опери та балету імені Александра Спендіаряна
Національний академічний театр опери та балету імені Александра Спендіаряна (вірм. Ալեքսանդր Սպենդիարյանի անվան օպերայի և բալետի ազգային ակադեմիական թատրոն) — оперний театр у столиці Вірменії місті Єревані. Створений рішенням раднаркому Вірменської РСР на базі оперного класу Єреванської консерваторії.
Будинок театру побудований 1940 року (архітектор Александр Таманян, 1120 місць).

## Історія

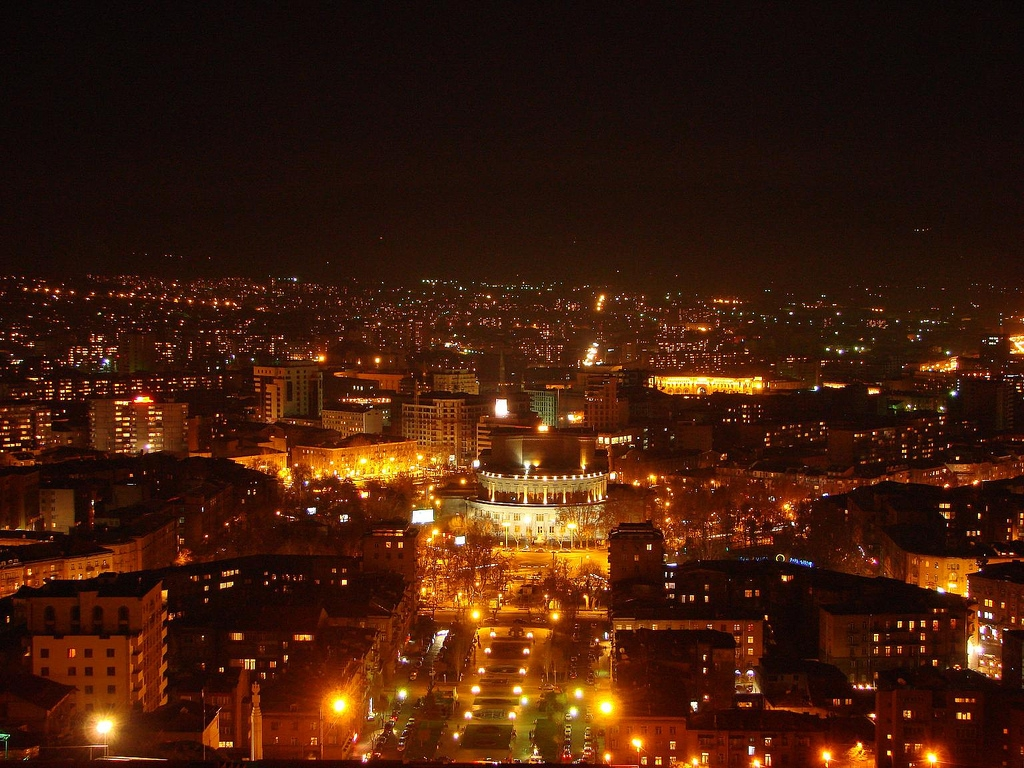
Нічний краєвид з театром

Відкриття театру відбулося 20 січня 1933 року постановкою опери «Алмаст» Спендіаряна.
У 1938 році театру було надано ім'я Александра Спендіаряна. 1939 року театр був нагороджений Орденом Леніна.
Серед перших діячів театру — співаки А. Даніелян, Ш. Тальян, Л. Ісецький-Іоаннісян, О. Каратов, Г. Гаспарян; диригенти — К. Сараджєв, Г. Будагян, С. Чарекян; художники — М. Сарьян, А. Арутюнян; режисер А. Бурджалян, балетмейстер І. Арбатов.
З перших років існування театр приділяв значну увагу створенню національного репертуару. Були поставлені опери «Ануш» Тиграняна (1935), «На світанку» Степаняна (1938, перша вірменська опера на радянський сюжет), його ж сатирична опера «Хоробрий Назар» (1935) і комічна опера «Тапарнікос» Айвазяна (1938). Паралельно ставились і популярні західні та російські опери. Серед перших балетів, поставлених театром — «Лебедине озеро» П. І. Чайковського (1935), потім «Арлекінада» Дриго, «Щастя» А. І. Хачатуряна.
У повоєнні роки вірменський театр першим у СРСР здійснив постановки опер «Вест-Сайдська історія» Бернстайна (1963) та «Цар Едіп» Стравінського (1963).
1956 року театр отримав статус академічного.